# Nations Cup (Dressurreiten)
Der Nations Cup (FEI Dressage Nations Cup) ist eine seit dem Jahr 2013 von der FEI ausgetragene Turnierserie im Dressurreiten. Die Turnierserie besteht aus mehreren Nationenpreisen, die im Rahmen von internationalen CDIO-Turnieren ausgetragen werden.

## Modus
Alle CDIO-Turniere sind Teil des Nations Cups, soweit bei diesem Prüfungen auf Grand Prix-Niveau durchgeführt werden. Während es in der ersten Saison den Veranstaltern freigestellt war, ob sie den Grand Prix de Dressage oder die Grand Prix Kür als Nationenpreisprüfung wählen, kommen inzwischen komplexere Modi zur Anwendung. So gehen Ergebnisses von zwei, drei oder gar vier Prüfungen in die Nationenpreiswertungen ein.
Die Anzahl der teilnehmenden Mannschaften ist nach oben hin nicht begrenzt. Jede Mannschaft umfasst drei oder vier Reiter einer Nation, hiervon gehen die besten drei Ergebnisse in die Mannschaftswertung ein. Während bis zum Jahr 2017 die Prozentwerte der Teilnehmer in das Ergebnis eingingen, änderte sich dies zur Saison 2018. Seitdem entscheidet die Platzierung des Reiters über die Anzahl seiner Punkte für das Mannschaftsergebnis: Ein Punkt für den ersten Platz, zwei für den zweiten usw. Somit siegt nicht mehr die Mannschaft mit dem höchsten Ergebnis den Nationenpreis, sondern jene mit dem niedrigsten.
Bei jedem Nationenpreis werden Wertungspunkte vergeben, die in die Gesamtwertung eingehen. Mit diesem Austragungsmodus orientiert sich der Nations Cup an den bereits existierenden Nationenpreisserien im Spring- und Vielseitigkeitsreiten.

### Wertungspunkte
Die Wertungspunkte bei den Turnieren der Serie werden anhand der Platzierung und der Ausschreibung des Turniers vergeben:
|                  | 1. Platz | 2. Platz | 3. Platz | 4. Platz | 5. Platz | 6. Platz | 7. Platz | 8. Platz |
| ---------------- | -------- | -------- | -------- | -------- | -------- | -------- | -------- | -------- |
| Punkte (CDIO 3*) | 10       | 8        | 7        | 6        | 5        | 4        | 3        | 2        |
| Punkte (CDIO 4*) | 12       | 10       | 9        | 7        | 6        | 5        | 4        | 3        |
| Punkte (CDIO 5*) | 15       | 13       | 11       | 9        | 7        | 6        | 5        | 4        |

Bei Punktgleichheit am Ende der Saison ist die Mannschaft vorne, die öfter auf Platz eins einer Wertungsprüfung lag. Jede Mannschaft kann bei allen Wertungsprüfungen Punkte erzielen.

## Wertungsprüfungen und Saisonen
Nationenpreise im Dressurreiten gab es schon vor Schaffung des Nations Cups, die Anzahl war und ist jedoch gering. Folgende Turniere sind Teil des Nations Cups der Dressurreiter:
- CDIO 3*, Global Dressage Festival in Wellington FL, Vereinigte Staaten (seit 2014)
- CDIO 5*, Compiègne, Frankreich (seit 2016)
- CDIO 5* CHIO Rotterdam, Rotterdam, Niederlande (außer 2019)
- CDIO 5* CHIO Aachen, Aachen, Deutschland (außer 2015)

Ehemals Teil der Turnierserie waren folgende Turniere:
- CDIO 3*, Kristiansand, Norwegen (nur 2014)
- CDIO 3*, Vidauban, Frankreich (2013 bis 2015)
- CDIO 5* Hagen, Deutschland (nur 2015)
- CDIO 3*, Odense, Dänemark (nur 2016)
- CDIO 4* Equitour Aalborg, Uggerhalne, Aalborg Kommune, Dänemark (2017 bis 2019)
- CDIO 3* CSI Twente Geesteren, Tubbergen, Niederlande (nur 2019)
- CDIO 4*, Järvenpää, Finnland (nur 2019)
- CDIO 5* Falsterbo Horse Show, Skanör med Falsterbo, Schweden (2015 bis 2019)
- CDIO 3* Royal International Horse Show / Dressage at Hickstead, Hickstead, Vereinigtes Königreich (außer 2016 und 2021)

| Saison | Sieger Gesamtwertung                          |
| ------ | --------------------------------------------- |
| 2013   | Niederlande                                   |
| 2014   | Niederlande                                   |
| 2015   | Deutschland                                   |
| 2016   | Vereinigte Staaten                            |
| 2017   | Schweden                                      |
| 2018   | Schweden                                      |
| 2019   | Schweden                                      |
| 2020   | bedingt durch die COVID-19-Pandemie entfallen |
| 2021   | Deutschland                                   |